# Aphonopelma

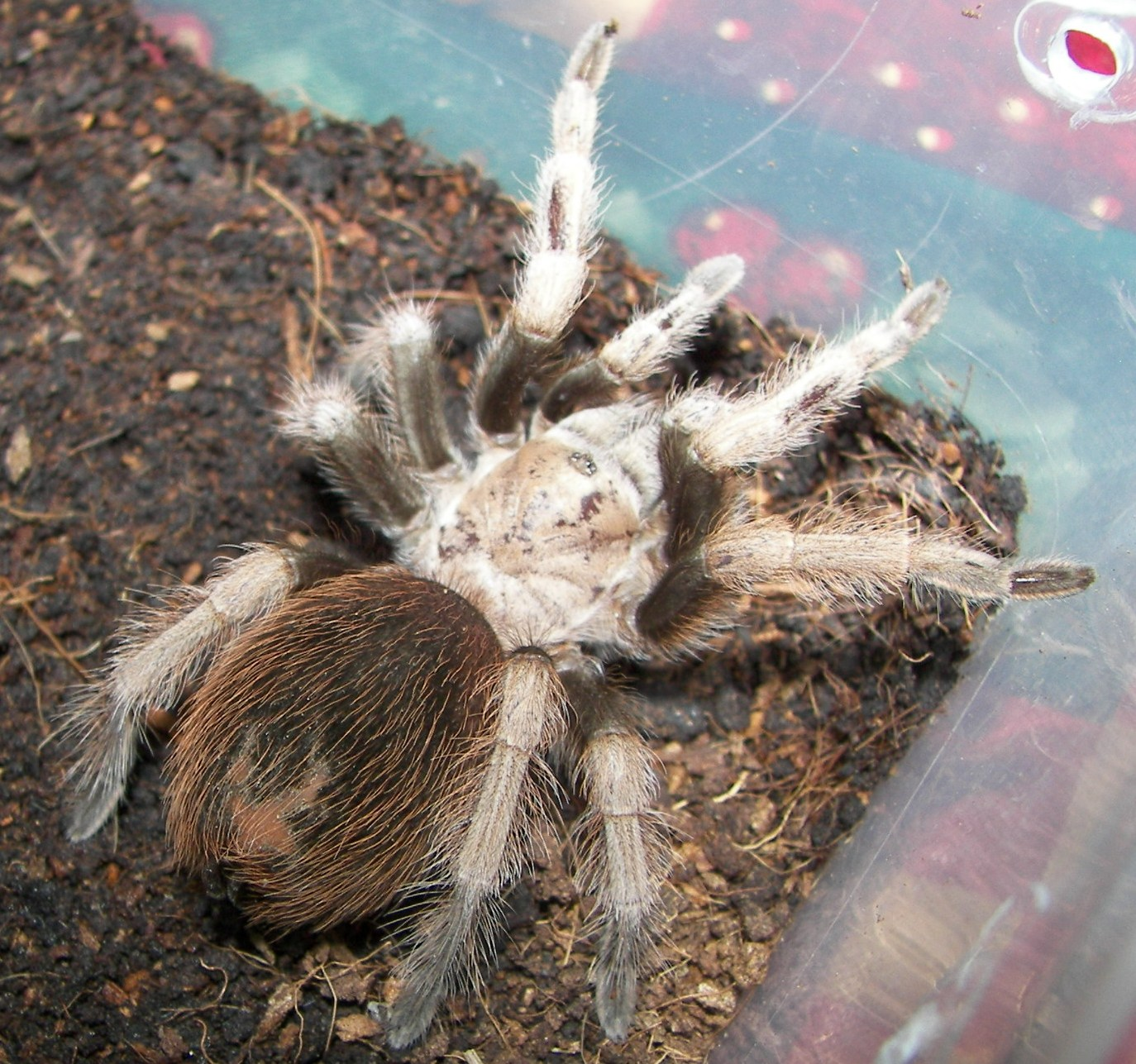
Aphonopelma chalcodes

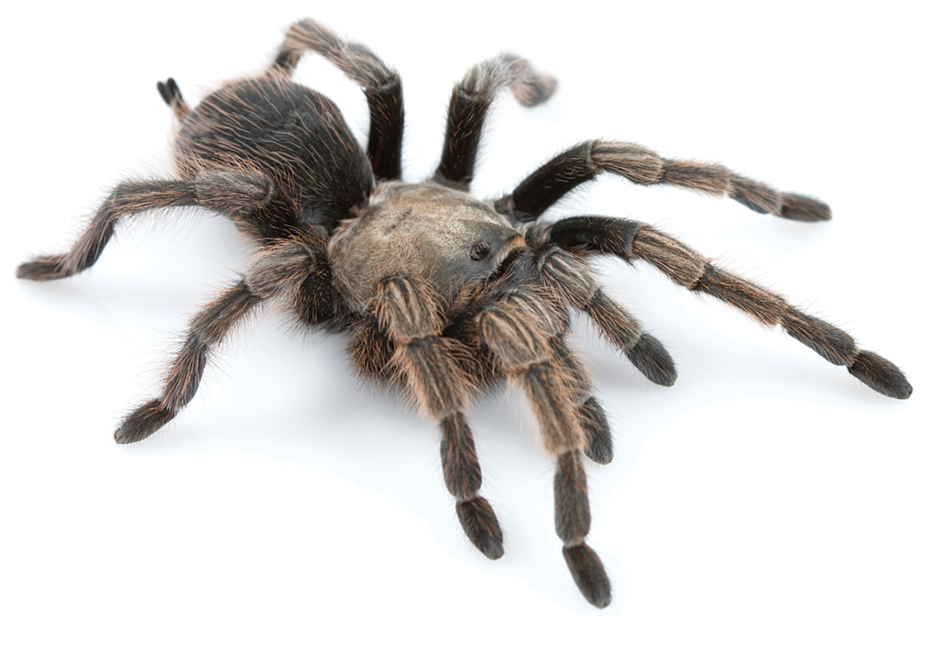
Aphonopelma johnnycashi

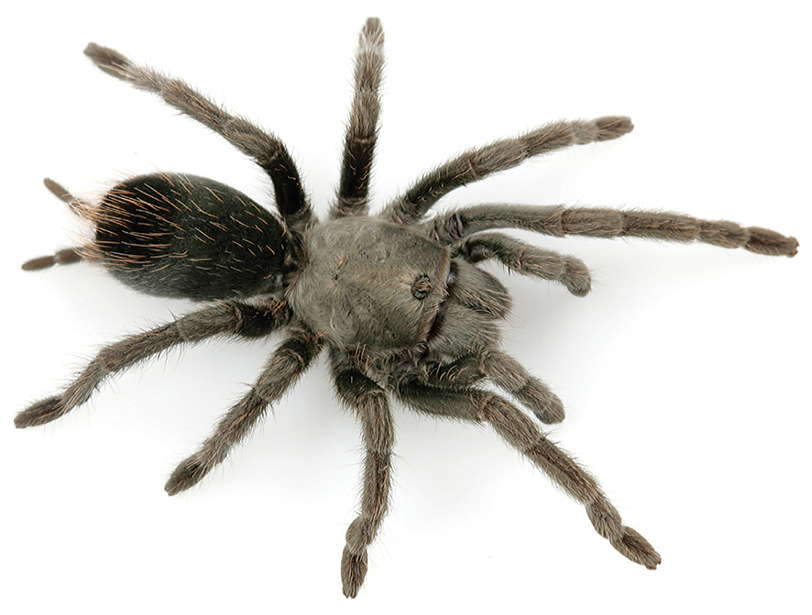
Aphonopelma saguaro

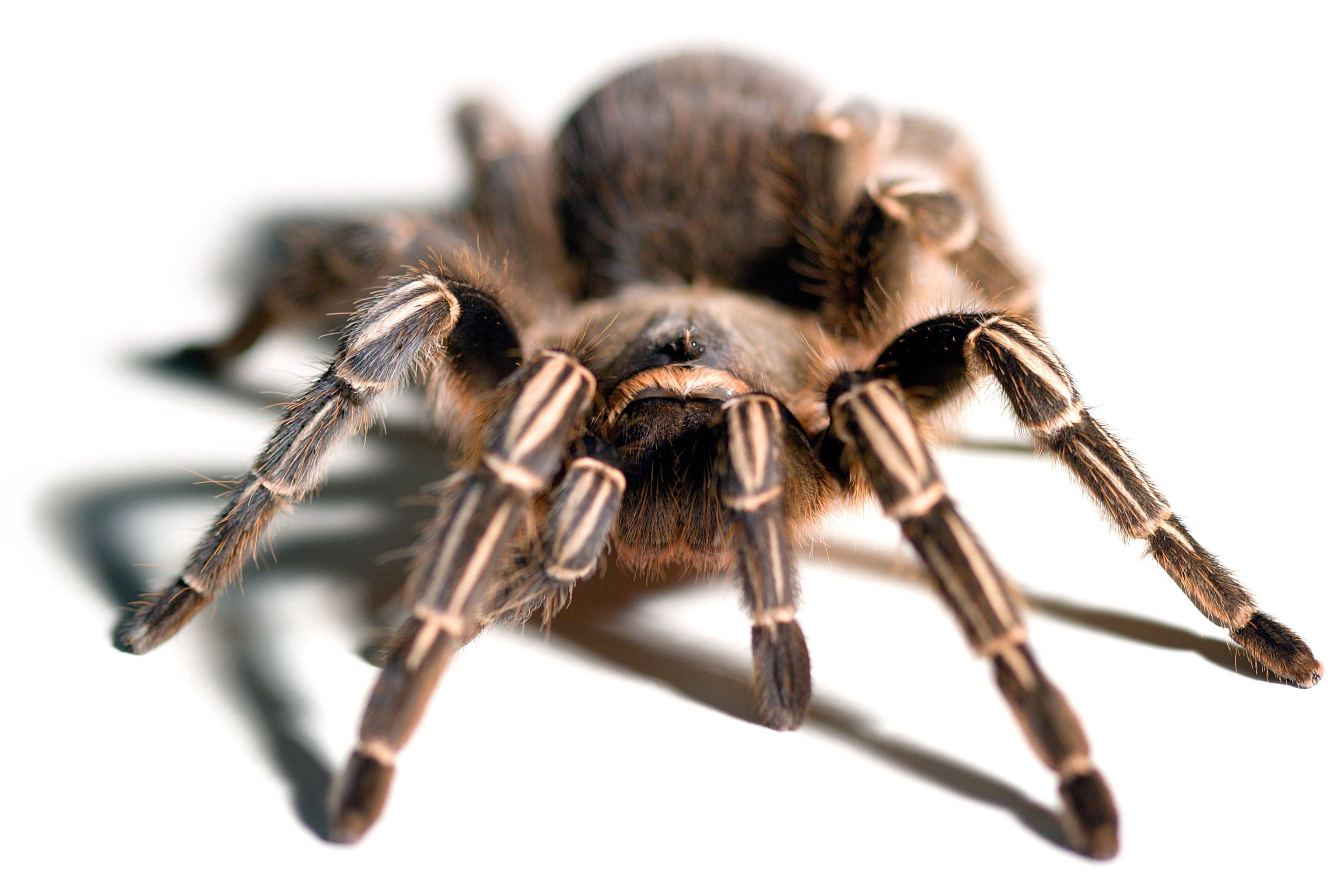
Aphonopelma seemanni

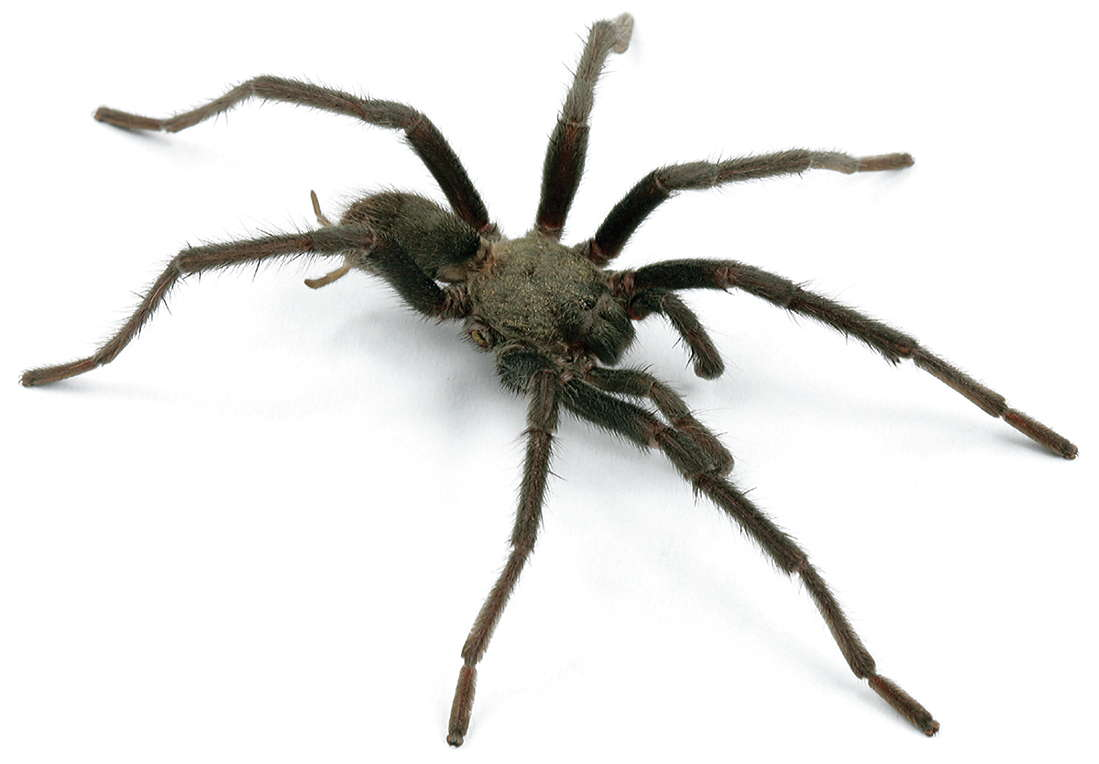
Aphonopelma xwalxwal

Aphonopelma (лат.) — род пауков-птицеедов из подсемейства Theraphosinae.

## Ареал
Северная, Центральная и Южная Америка.

## Описание
Крупные мохнатые пауки коричневато-чёрного цвета (достигают в длину тела в среднем до пяти сантиметров, размах лап до 15 см). К этому роду являются крупнейшие пауки в США. Североамериканский Aphonopelma helluo, Aphonopelma crinitum и Aphonopelma iodius (син:. А. chamberlini) достигают длины тела до 7 сантиметров. Самые маленькие члены рода Aphonopelma marxi, чьи самцы имеют длину только до 20 миллиметров.
Наружная боковая поверхность базальных сегментов ног имеет шиповидные волоски. Стридуляционные щетинки пролатеральной поверхности вертлуга отсутствуют..
Виды этого рода относятся к числу почвообитающих тарантулов. Они роют норки в земле; как правило, в защищенных от затопления склонах холмов. Иногда они также могут быть расположены в заброшенных норах грызунов. Ходы оплетают шёлковой паутиной и живут там в период размножения, линьки и в холодные месяцы (до пяти месяцев в году). В оставшееся время они прячутся под камнями, корнями, кусочками коры или опавшей листвой. Взрослые самки многих видов больше не покидают нору и часто питаются добычей, случайно оказавшейся вблизи своей норы. Некоторые виды ведут синантропный образ жизни, обитают на искусственных лужайках, например, на футбольных полях.
В результате исследования митохондриальной ДНК более 1800 экземпляров пауков-птицеедов в 2015 году были выделены 29 видов фауны США, 14 из которых оказались новыми для науки, а 33 синонимами уже описанных видов.

## Систематика
Более 60 видов.
- Aphonopelma anax (Chamberlin, 1940)
- Aphonopelma anitahoffmannae Locht, Medina, Rojo & Vazquez, 2005
- Aphonopelma armada (Chamberlin, 1940)
- Aphonopelma atomicum Hamilton, 2016
- Aphonopelma belindae Gabriel, 2011
- Aphonopelma bicoloratum Struchen, Brändle & Schmidt, 1996
- Aphonopelma braunshausenii Tesmoingt, 1996
- Aphonopelma burica Valerio, 1980
- Aphonopelma caniceps (Simon, 1891)
- Aphonopelma catalina Hamilton, Hendrixson & Bond, 2016
- Aphonopelma chalcodes Chamberlin, 1940
- Aphonopelma chiricahua Hamilton, Hendrixson & Bond, 2016
- Aphonopelma cookei Smith, 1995
- Aphonopelma crinirufum (Valerio, 1980)
- Aphonopelma crinitum (Pocock, 1901)
- Aphonopelma duplex (Chamberlin, 1925)
- Aphonopelma eustathes (Chamberlin, 1940)
- Aphonopelma eutylenum Chamberlin, 1940
- Aphonopelma gabeli Smith, 1995
- Aphonopelma geotoma (Chamberlin, 1937)
- Aphonopelma gertschi Smith, 1995
- Aphonopelma griseum Chamberlin, 1940
- Aphonopelma hageni (Strand, 1906)
- Aphonopelma helluo (Simon, 1891)
- Aphonopelma hentzi (Girard, 1852)
- Aphonopelma hesperum (Chamberlin, 1917)
- Aphonopelma icenoglei Hamilton, Hendrixson & Bond, 2016
- Aphonopelma iodius (Chamberlin & Ivie, 1939)
- Aphonopelma johnnycashi Hamilton, 2016
- Aphonopelma joshua Prentice, 1997
- Aphonopelma lanceolatum (Simon, 1891)
- Aphonopelma latens (Chamberlin, 1917)
- Aphonopelma levii Smith, 1995
- Aphonopelma madera Hamilton, Hendrixson & Bond, 2016
- Aphonopelma mareki Hamilton, Hendrixson & Bond, 2016
- Aphonopelma marxi (Simon, 1891)
- Aphonopelma moderatum (Chamberlin & Ivie, 1939)
- Aphonopelma moellendorfi Hamilton, 2016
- Aphonopelma mojave Prentice, 1997
- Aphonopelma mooreae Smith, 1995
- Aphonopelma nayaritum Chamberlin, 1940
- Aphonopelma pallidum (F. O. Pickard-Cambridge, 1897)
- Aphonopelma paloma Prentice, 1993
- Aphonopelma parvum Hamilton, Hendrixson & Bond, 2016
- Aphonopelma peloncillo Hamilton, Hendrixson & Bond, 2016
- Aphonopelma phasmus Chamberlin, 1940
- Aphonopelma platnicki Smith, 1995
- Aphonopelma prenticei Hamilton, Hendrixson & Bond, 2016
- Aphonopelma prosoicum Chamberlin, 1940
- Aphonopelma ruedanum Chamberlin, 1940
- Aphonopelma saguaro Hamilton, 2016
- Aphonopelma sclerothrix (Valerio, 1980)
- Aphonopelma seemanni (F. O. Pickard-Cambridge, 1897)
- Aphonopelma serratum (Simon, 1891)
- Aphonopelma steindachneri (Ausserer, 1875)
- Aphonopelma stoicum (Chamberlin, 1925)
- Aphonopelma superstitionense Hamilton, Hendrixson & Bond, 2016
- Aphonopelma truncatum (F. O. Pickard-Cambridge, 1897)
- Aphonopelma vorhiesi (Chamberlin & Ivie, 1939)
- Aphonopelma xanthochromum (Valerio, 1980)
- Aphonopelma xwalxwal Hamilton, 2016
- Другие виды